# Bova Futura
VDL Futura - сімейство туристичних автобусів голландської компанії VDL Bus & Coach. З 1982-2003 роки автобус називався BOVA Futura, з 2003-2010 роки VDL Bova Futura, а з осені 2010 року існують дві моделі, стара модель під назвою VDL Futura Classic і нова модель VDL Futura.

## Історія

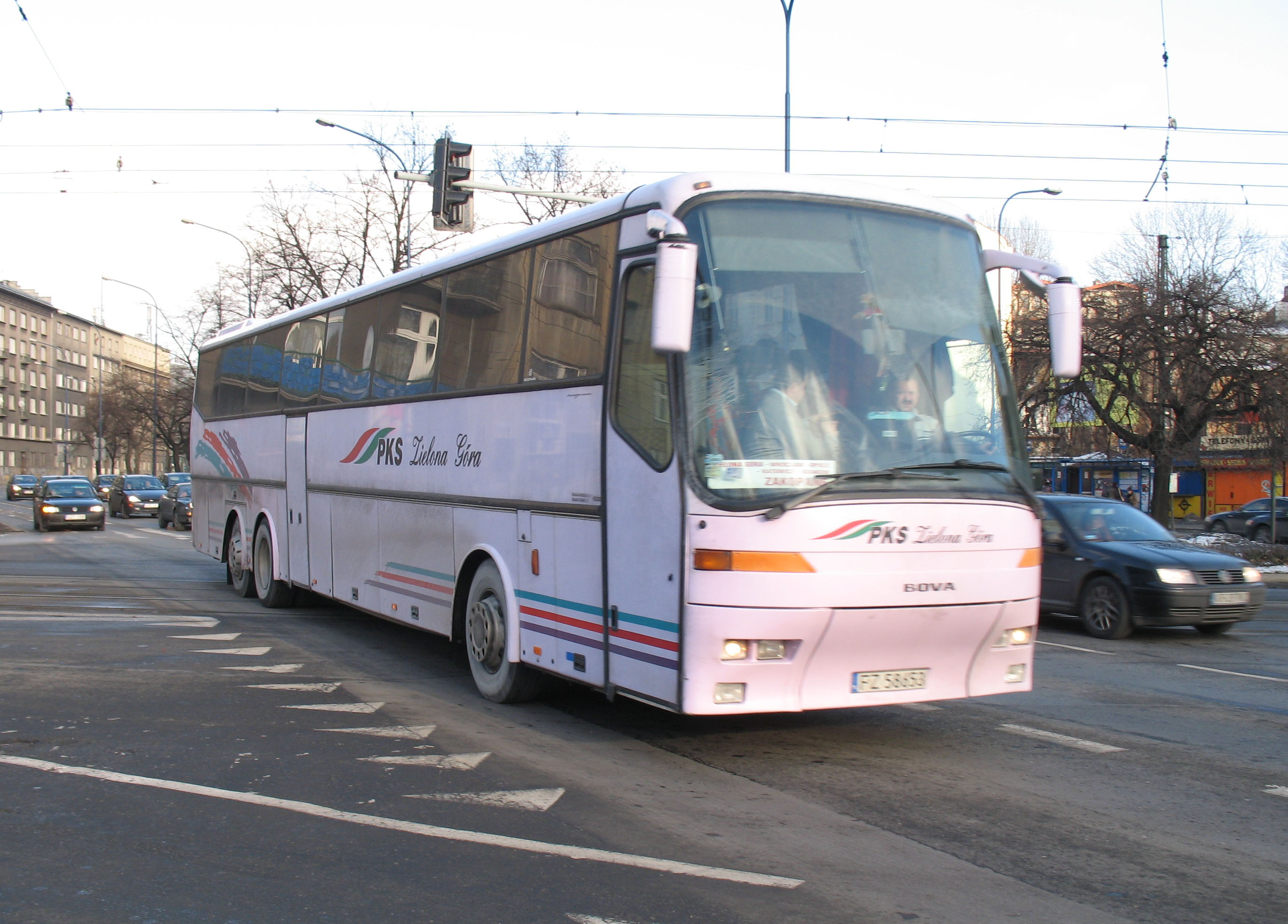
Bova Futura FHD 15

BOVA Futura вперше представлена в вересні 1982 року. З того моменту автобуси Futura зберігають подібний зовнішній вигляд.
Виробництво почалося з двох варіантів, FH12 і FL12, відповідно, 3,55 метра і 3,26 метра у висоту. Двигуни були DAF і Mercedes-Benz. Довжина автобуса була 12 метрів, хоча бельгійський варіант був трохи коротшим, 11,76 метра. Всього збудовано понад 6700 цих автобусів. 
В 1990 року з'явився новий варіант довжини, FH10 в 10,40 метра. У тому ж році представлено низьку модифікацію, FVD, висота 3,08 метра. 
Наступною важливою зміною в 1994 році став початок виробництва 15 метрових тривісних автобусів. В 1993 році представлені Bova Futura Magnum FH15 і FL15.
У 1995 році представлений автобус довжиною 13,5 м під назвою FH14. Всього F15 і F14 було виготовлено відповідно, 268 і 286 автобусів. Через рік з'явилися двохосні моделі FH13 і FL13 з довжиною 12,70 метра, всього виготовлено 1000 таких автобусів. 
Всі варіанти автобусів, крім FH10 і FH14 були вдвох варіантах: низькому і високому.

### Позначення моделі
Для полегшення ідентифікації, Bova позначає свої автобуси номером на три букви і п'ять цифр, наприклад FLM 12-380. Які розшифровуються так:
- Перша буква - назва моделі Futura
- Друга буква - висота автобуса (L - нормальна / H - висока);
- Третя буква - виробник двигуна (найпоширенішими з яких є D DAF / M Mercedes-Benz);
- Перша пара цифр, довжина в метрах;
- Наступні три цифри, потужність двигуна.

## VDL Futura (з 2010)

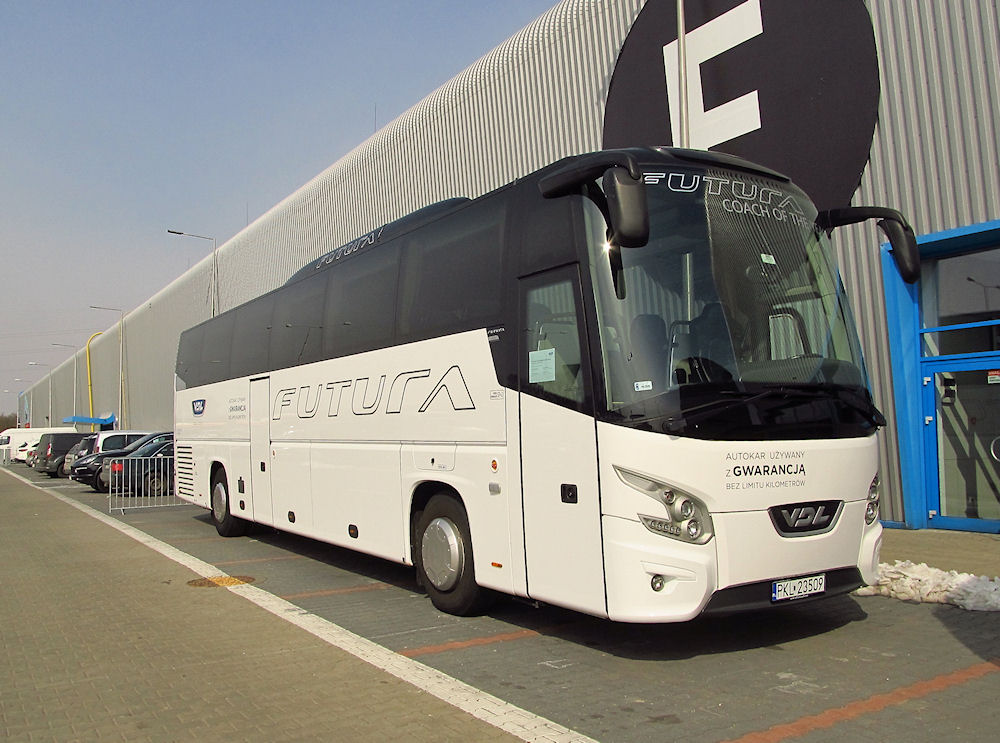
VDL Futura FHD2-122

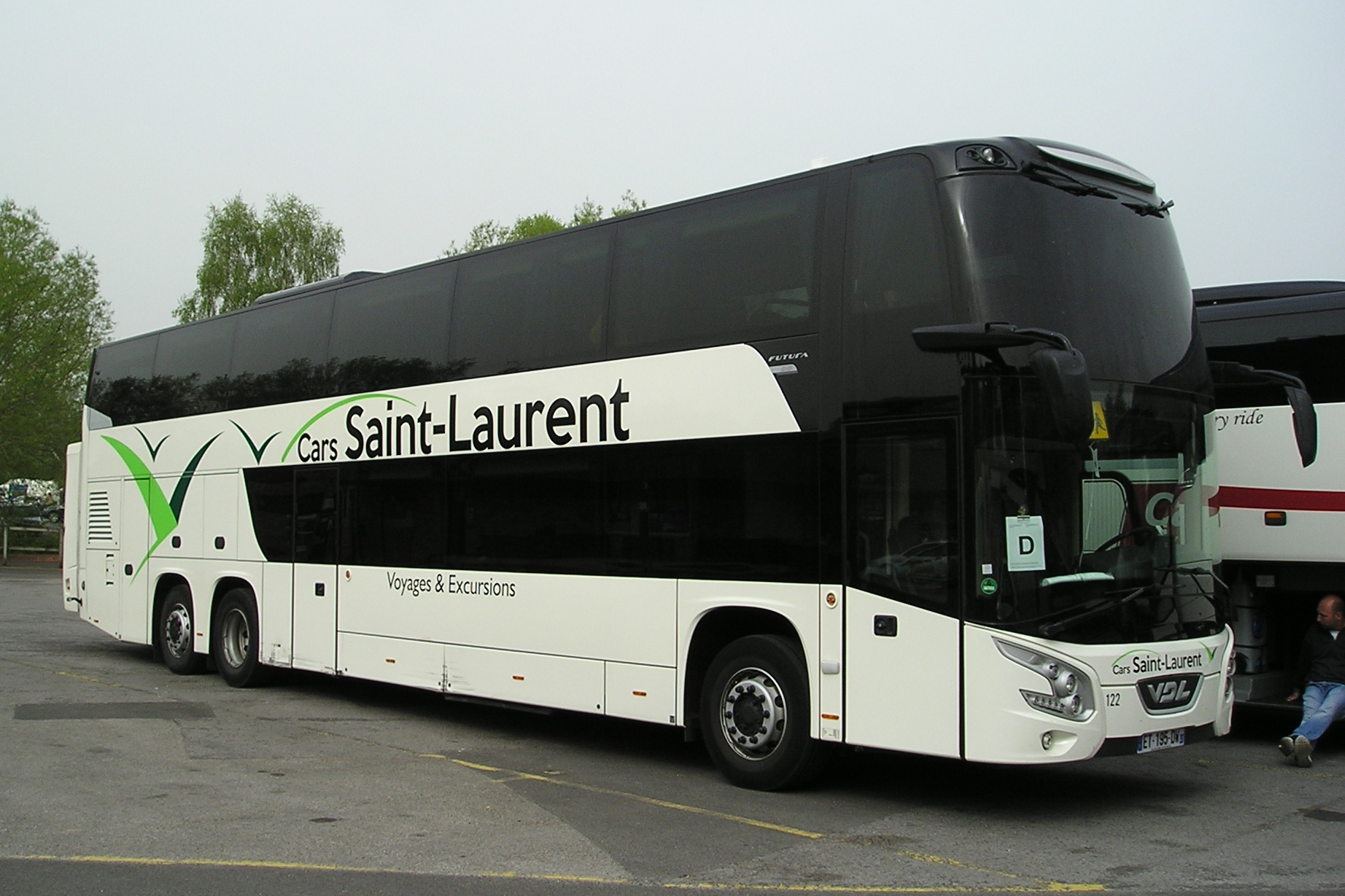
VDL Futura FDD2-130

7 вересня 2010 року представлена нова модель VDL Futura, а 29 серпня 2011 року отримала титул "автобус року 2012".
Стара модель продовжувала виготовлятись під назвою VDL Futura Classic.
Нова Futura доступна в п'яти варіантах довжини, FHD2-122, FHD2-129, FHD2-131, FHD2-139, FHD2-148. Код означає FHD2 Futura Hoog Dekker 2 покоління. Останні три цифри вказують на довжину, наприклад, 122 становить 12,2 метрів.
Автобус доступний з трьома потужними двигунами: DAF PR265 U1 (265 кВт, 361 к.с.), DAF MX 300 U1/U4 (300 кВт, 410 к.с.) і DAF MX340 U1 (340 кВт, 460 к.с.) з автоматичною або механічною коробкою передач n GO і ZF, з сповільнювачем Voith чи ZF.
У 2015 році на заміну VDL Synergy представлено двоповерхову VDL Futura FDD2 в двох варіантах довжини 13 і 14 метрів.

### Моделі
Міжміські
- VDL Futura FMD2-129 - 12,9 м.
- VDL Futura FMD2-135 - 13,5 м.

Туристичні
- VDL Futura FHD2-106 - 10,6 м.
- VDL Futura FHD2-122 - 12,2 м.
- VDL Futura FHD2-129 - 12,9 м.
- VDL Futura FHD2-131 (6x2) - 13,1 м.
- VDL Futura FHD2-135 - 13,5 м.
- VDL Futura FHD2-139 (6x2) - 13,9 м.
- VDL Futura FHD2-148 (6x2) - 14,8 м.

Двоповерхові (double decker)
- VDL Futura FDD2-130 (6x2) - 13,0 м.
- VDL Futura FDD2-141 (6x2) - 14,1 м.

## VDL Futura Classic

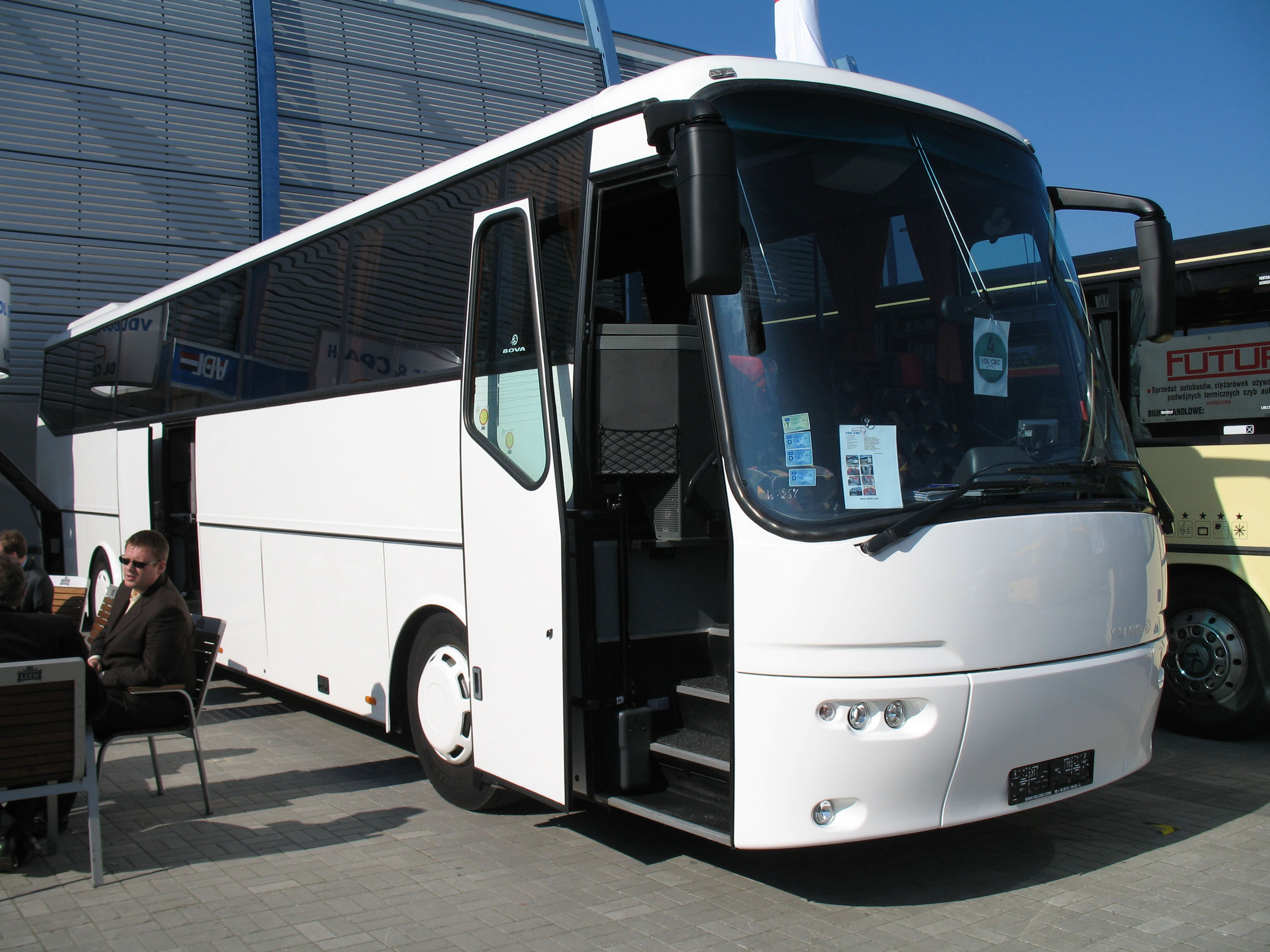
VDL Bova Futura FHD 13-380 (з 2010 року Futura Classic)

З появою нової серії Futura назву "старої" моделі змінено на Futura Classic. Лайнер, як і раніше доступний в шести розмірах, довжина, три високих і три низьких кузовів.
FHD-104, FHD-120 і FHD-127 високої палуби, кожен близько 3,5 метрів. FLD-104, FLD-120 і FLD-127 низької палуби (Futura Laag Dekker) 3,3 метра. Числа представляють довжину, наприклад, 104 на 10,4 метрів. Останні автобуси оснащені двигуном DAF PR265 U1/U2, що відповідає стандарту викидів Євро-5, що робить його екологічно чистим транспортним засобом. Двигун виробляє 265 кВт (361 к.с.), має об'єм 9,2 л (9200cc), а максимальний крутний момент 1450 Нм при 1100 до 1700 оборотів в хвилину. Автобуси поставляються з коробкою передач GO-170 SGS і сповільнювачем Voith. Додаткові аксесуари включають механічну або автоматичну коробку передач від ZF.